# Supermarine Walrus
Le Supermarine Walrus (morse) était un hydravion à coque monomoteur utilisé pour la reconnaissance maritime. Il a été conçu par Reginald Mitchell et a été utilisé par la Fleet Air Arm (FAA). Il a aussi servi au sein de la Royal Air Force (RAF), de la Royal Australian Air Force (RAAF), de la Royal Canadian Air Force (RCAF), de la Royal New Zealand Navy (RNZN) et de la Royal New Zealand Air Force (RNZAF). C'était le premier appareil britannique opérationnel à posséder un train d'atterrissage entièrement rétractable, un cockpit entièrement fermé et un fuselage entièrement métallique.

## Conception et développement
Le Walrus fut à l'origine développé pour être lancé depuis des croiseurs en réponse à une demande de la Royal Australian Air Force (RAAF), et fut initialement appelé Seagull V ; bien qu'il n'ait qu'une petite ressemblance avec son prédécesseur le Supermarine Seagull III (en). Il était conçu pour être lancé par des catapultes embarquées sur les navires, et fut le premier hydravion à coque au monde à être catapulté à sa charge militaire complète.
Les ailes inférieures de ce biplan étaient placées en position haute avec un flotteur de stabilisation sous chacune d'elles. Son empennage horizontal était placé haut sur la dérive. Les ailes pouvaient être repliées sur le navire, permettant d'avoir une largeur de stockage de 5,46 m. L'unique moteur en étoile Bristol Pegasus VI était contenu dans une nacelle suspendue sous la section centrale de l'aile supérieure, il entraînait une hélice à quatre pales en configuration propulsive. L'hélice était constituée de deux hélices bipales tournées de 90° et boulonnées sur le même moyeu. Le vortex d'air créé par l'hélice entraînait un effort dissymétrique sur la dérive faisant tourner l'avion autour de son axe de lacet. Pour contrer cet effet le moteur fut tourné de 3° sur tribord.
Bien que l'avion volait généralement avec un seul pilote, l'habitacle pouvait en recevoir deux. Le poste gauche était le principal, avec une planche bord et un siège fixe ; tandis qu'au poste de droite, le siège du copilote pouvait être plié pour permettre l'accès au poste de mitrailleur avant situé dans le nez de l'appareil et auquel on accédait en rampant. L'une des caractéristiques inhabituelles de l'appareil était que le manche n'était pas fixe, mais pouvait être déconnecté de l'un ou l'autre des deux réceptacles situés sur le plancher. Ainsi il devint habituel que seul un manche soit utilisé ; et quand le pilote passait les commandes au copilote ou vice-versa, le manche était déconnecté et passé au second. Derrière le cockpit, il y avait une petite cabine abritant les postes du navigateur et de l'opérateur radio.
Comme le Walrus était dimensionné pour résister aux catapultages il était capable des manœuvres acrobatiques tels que des boucles, ce qui était plutôt surprenant pour un appareil aussi disgracieux. Le premier à effectuer ce type de figure avec le Walrus fut le pilote d'essai Joseph Summers lors d'un vol de démonstration à Hendon en juin 1933 pour le meeting de la Society of British Aircraft Constructors (SBAC) ; cet exploit surprit même Reginald Mitchell qui y assistait en tant que spectateur. Cependant en pratique l'eau présente dans la coque de l'appareil se serait faite sentir lorsque l'avion aurait été sur le dos. Ceci décourageait généralement les pilotes d'effectuer ce type de manœuvre.
En 1934, un des premiers Walrus de pré-production devint le premier hydravion à coque, selon son fabricant, à être lancé par une catapulte basée à terre.
La résistance de l'appareil fut démontrée en 1935 quand le prototype fut assigné au cuirassé HMS Nelson à Gibraltar. Avec le commandant en chef de la flotte à bord (l'amiral Roger Backhouse) le pilote tenta un amerrissage, mais le train d'atterrissage était accidentellement sorti. Le Walrus se retourna brusquement mais les occupants ne furent que légèrement blessés ; l'appareil fut plus tard réparé et remis en vol. Peu après le Walrus devint l'un des premiers avions à être équipé d'un indicateur de position de train d'atterrissage sur la planche de bord.
Quand il volait à partir de navire de guerre, le Walrus pouvait être récupéré en amerrissant le long du navire, il était ensuite levé par la grue du bateau. Le système de levage de l'avion était rétracté dans un compartiment situé dans la partie des ailes située au-dessus du moteur – l'un des membres d'équipage devait alors grimper sur les ailes et l'attacher au crochet de la grue. Si l'opération était simple par temps calme, elle était beaucoup plus difficile par mer agitée. L'une des procédures dans ce cas consistait pour le navire d'accueil à tourner de plusieurs degrés juste avant que l'appareil ne touche l'eau, cette manœuvre créait une surface lisse temporaire à l'arrière du navire sur laquelle le Walrus pouvait amerrir, il se rendait alors rapidement au navire avant que cette surface lisse ne se soit dissipée.
L'armement était généralement constitué de deux mitrailleuses Vickers K de 7,7 mm (.303 British) – chacune à un poste « ouvert », l'une dans le nez et l'autre à l'arrière – et pouvait emporter 340 kg de bombes ou de charges de profondeur montées sous les ailes inférieures. Comme les autres hydravions à coque, le Walrus emportait divers équipements de marine pour l'utilisation sur l'eau, tels qu'une ancre, des câbles de remorquage et d'amarrage, une ancre flottante et une gaffe.
La RAAF commanda 24 exemplaires du Seagull V – tel qu'il était appelé à l'origine – alors que celui-ci n'était encore que sur les planches à dessin, pour une mise en service à partir de croiseurs à partir de 1935. Cette commande fut suivie d'une autre de la RAF, le premier vol du premier Walrus de série (numéro de série K5772) ayant lieu le 16 mars 1936. On espérait aussi capitaliser sur le succès du Walrus à l'exportation avec des ventes au Japon et à l'Espagne entre autres.
Au total 740 Walrus furent produits en trois variantes principales : Le Seagull V, le Walrus I et le Walrus II. Les Mark II furent tous construits par Saunders-Roe et le premier vol eut lieu en mai 1940. Cet appareil était construit, structure et revêtements, en matériaux bois, ce qui rendait la coque plus lourde mais avait pour avantage de ne lui faire accaparer que très peu de métaux légers, vitaux en temps de guerre. Saunders-Roe construisit sous licence 270 Mark I métalliques et 191 Mark II en bois.
Le successeur du Walrus fut le Supermarine Sea Otter, de conception similaire mais doté d'une puissance plus importante. Les Sea Otter ne remplacèrent jamais totalement les Walrus, et servirent côte à côte dans un rôle de sauvetage air-mer durant la dernière partie de la guerre. Le remplacement des deux appareils après-guerre par le Supermarine Seagull fut annulé en 1952 avec seulement quelques prototypes construits. À cette époque, les hélicoptères prirent la relève des petits hydravions dans les missions de sauvetage en mer.
Le Walrus était affectueusement surnommé « Shagbat » ou parfois « Steam-pigeon » en français : « Pigeon à vapeur » ; ce dernier surnom lui venait de la vapeur produite par l'eau frappant le moteur Pegasus quand il était chaud.

## Histoire opérationnelle

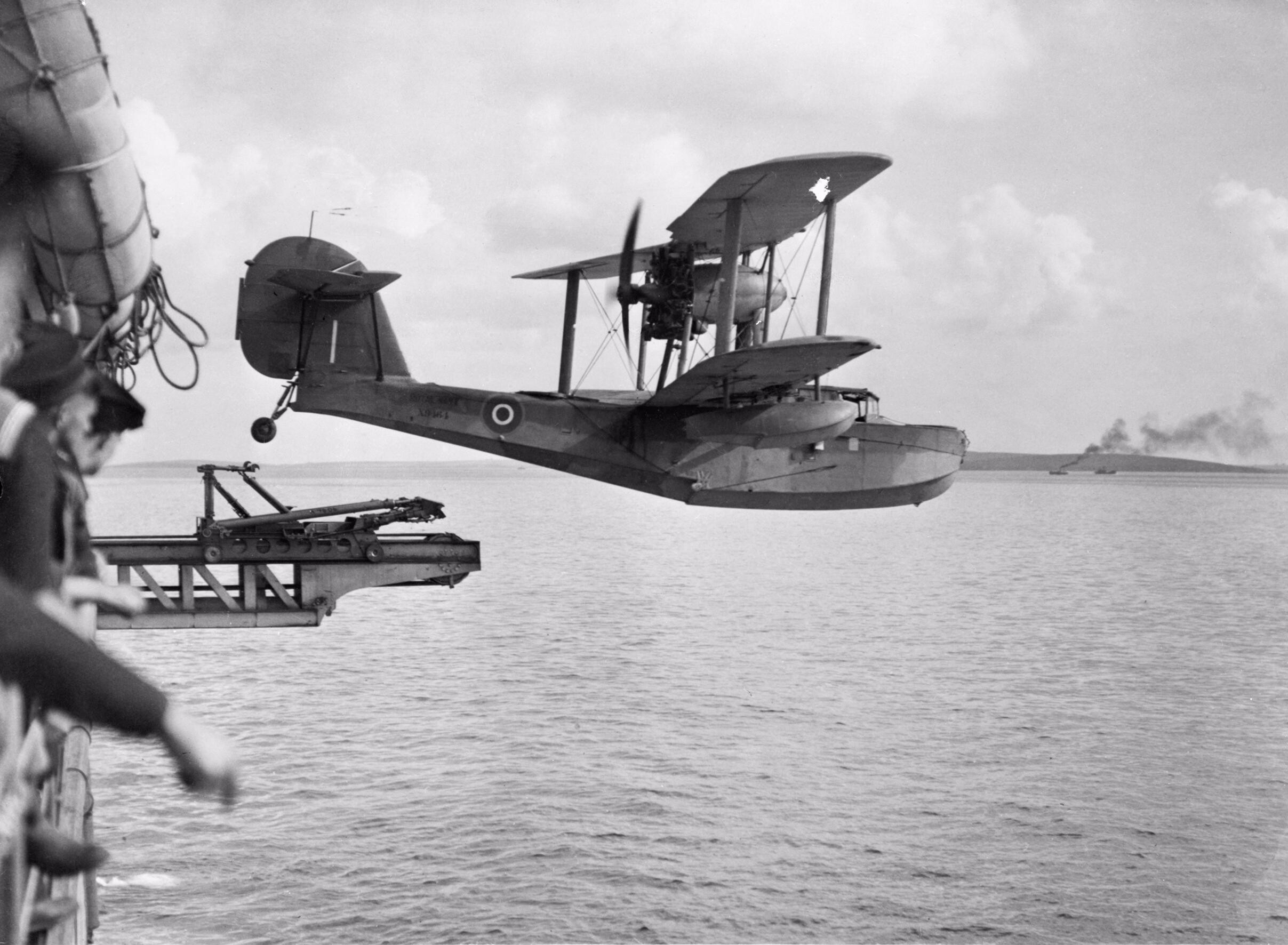
Supermarine Walrus lancé par la catapulte du (1943).

Le premier Seagull V, A2-1, fut livré à la Royal Australian Air Force en 1935, et le dernier, A2-24, fut livré en 1937. Ils servirent à bord des HMAS Australia, Canberra, Sydney, Perth et Hobart (en).
Les livraisons de Walrus commencèrent en 1936 quand le premier exemplaire fut déployé dans la division néo-zélandaise de la Royal Navy, sur le HMNZS Achilles – l'un des croiseurs légers de la classe Leander qui pouvait recevoir un Walrus chacun. Les croiseurs de la Royal Navy de la classe Town emportaient deux Walrus pendant la première partie de la guerre et les Walrus équipèrent aussi les croiseurs de classe York et les croiseurs lourds de classe County. Certains cuirassés tels que les HMS Warspite et HMS Rodney emportaient des Walrus, de même que le monitor HMS Terror et le transport d'hydravions HMS Albatros.
Au début de la Seconde Guerre mondiale, le Walrus a été largement utilisé. Bien que principalement prévu pour servir d'éclaireur à l'artillerie lors des combats navals, ceci n'arriva que deux fois : les Walrus des HMS Renown et HMS Manchester furent utilisés lors de la bataille du cap Teulada et celui du HMS Gloucester fut lancé lors de la bataille du cap Matapan. La tâche principale affectée aux appareils embarqués était de patrouiller à la recherche des sous-marins et des raiders de l'Axe ; puis à partir de mars 1941 les Walrus furent déployés avec des radars aéroportés pour les aider dans cette tâche. Pendant la campagne de Norvège et de la campagne d'Afrique de l'Est, ils furent aussi utilisés, de façon très limitée, dans des missions de bombardement et de mitraillage au sol.
À partir de 1943, les appareils catapultés depuis les croiseurs et les cuirassés furent retirés ; leur mission fut reprise par des radars plus performants. De plus, un hangar et une catapulte occupaient une place considérable sur un navire de guerre. Cependant, les Walrus continuèrent à voler à partir des navires de transport de la Royal Navy où ils effectuaient des missions de recherche et de sauvetage ainsi que de liaison. Leur faible vitesse d'atterrissage leur permettait d'apponter malgré le fait qu'ils n'étaient équipés ni de crosse d'appontage ni de volets.
La RAF utilisa les Walrus principalement dans des missions de recherche et de sauvetage. Les escadrons spécialisés dans ces missions étaient équipés d'une grande variété d'appareils, utilisant des Spitfire et des Boulton Paul Defiant pour la recherche d'équipages abattus, des Avro Anson pour larguer des fournitures et des canots pneumatiques, et des Walrus pour récupérer les équipages. Les escadrons de recherche et sauvetage de la RAF furent déployés pour couvrir les eaux entourant le Royaume-Uni, la mer Méditerranée et le golfe du Bengale.
Trois Walrus livrés en mars 1939 furent utilisés par le corps aérien irlandais en tant qu'avion de patrouille maritime durant l'état d'urgence irlandais pendant la Seconde Guerre mondiale.
Après la guerre, certains Walrus continuèrent à être utilisés militairement de façon limitée par la RAF et des marines étrangères. Huit furent utilisés par l'Argentine, dont deux à partir du croiseur ARA La Argentina (en) jusqu'en 1958. D'autres appareils furent utilisés pour l'entraînement par l'Aviation navale de la marine française. D'autres encore eurent une utilisation civile et commerciale. Ils volèrent brièvement pour une compagnie baleinière, United Whalers ; Opérant dans l'Antarctique, ils étaient lancés par le navire-usine FF Balaena, qui était équipé d'une ancienne catapulte de la marine. Une compagnie baleinière hollandaise embarqua des Walrus mais ne les utilisa pas. D'autres Walrus furent utilisés pour transporter des passagers.

## Variantes
- Seagull V : Version originelle à coque métallique ;
- Walrus I : Version à coque métallique ;
- Walrus II : Version à coque en bois.

## Utilisateurs

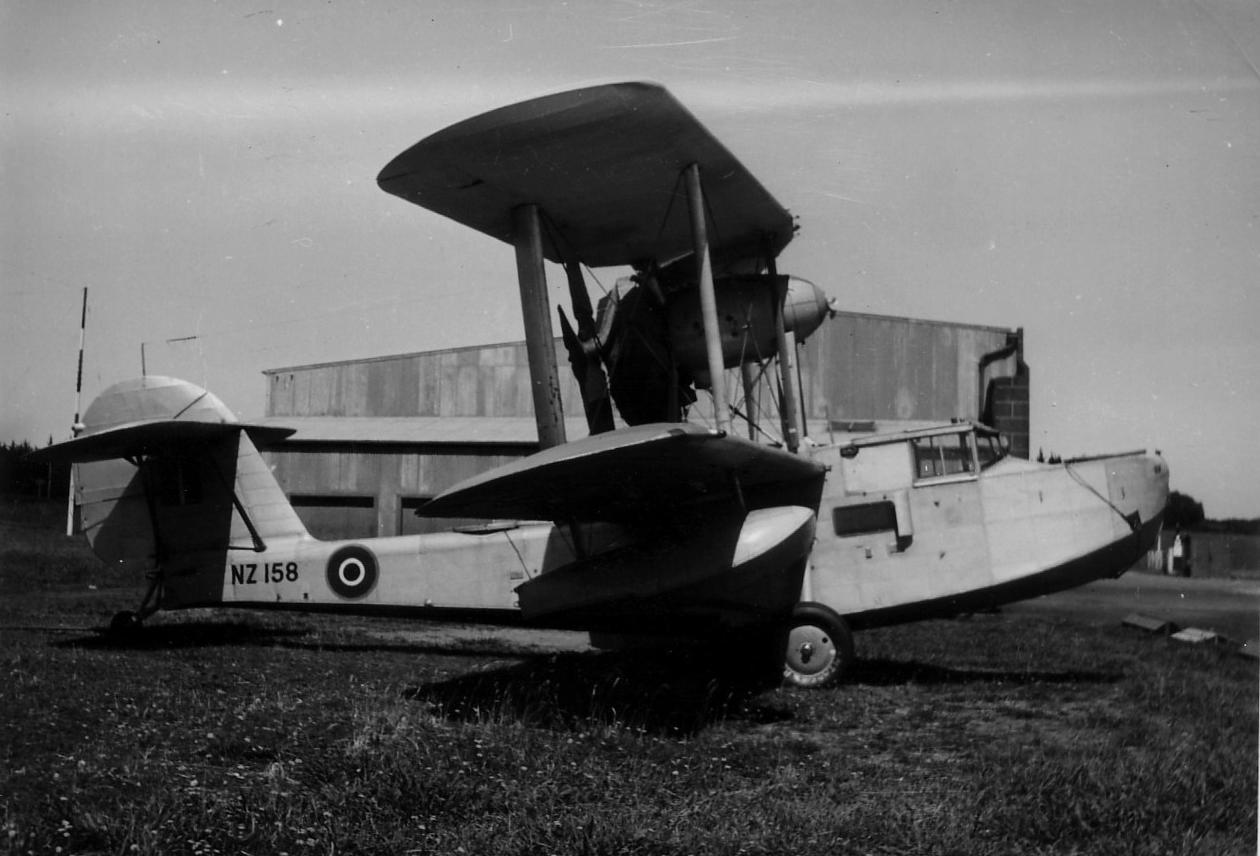
Supermarine Walrus, hydravion d'entraînement de la RNZAF, (circa 1944/1945).

### Opérateurs militaires
Argentine
- Marine argentine- Aviation navale argentine[17]

 Australie
- Royal Australian Air Force
  - No. 5 Squadron RAAF
  - No. 9 Squadron RAAF
  - No. 101 Flight RAAF

- Aviation royale du Canada
- Marine royale canadienne

 France
- Marine nationale - Aviation navale[18]

 Irlande
- Corps aérien irlandais[19]

 Nouvelle-Zélande
- Royal New Zealand Air Force
  - No. 5 Squadron RNZAF
  - Seaplane Training Flight

 Union soviétique
- Aviation navale soviétique

 Turquie
 Royaume-Uni
- Fleet Air Arm[20]
  - 700 Naval Air Squadron
  - 701 Naval Air Squadron
  - 702 Naval Air Squadron
  - 710 Naval Air Squadron
  - 711 Naval Air Squadron
  - 712 Naval Air Squadron
  - 714 Naval Air Squadron
  - 715 Naval Air Squadron
  - 718 Naval Air Squadron
  - 720 Naval Air Squadron
  - 737 Naval Air Squadron
  - 743 Naval Air Squadron
  - 749 Naval Air Squadron
  - 754 Naval Air Squadron
  - 764 Naval Air Squadron
  - 765 Naval Air Squadron
  - 773 Naval Air Squadron
  - 777 Naval Air Squadron
  - 779 Naval Air Squadron
  - 789 Naval Air Squadron
  - 810 Naval Air Squadron
  - 820 Naval Air Squadron
  - 1700 Naval Air Squadron
  - 1701 Naval Air Squadron
- Royal Air Force
  - No. 89 Squadron RAF
  - No. 269 Squadron RAF
  - No. 275 Squadron RAF
  - No. 276 Squadron RAF
  - No. 277 Squadron RAF
  - No. 278 Squadron RAF
  - No. 281 Squadron RAF
  - No. 282 Squadron RAF
  - No. 283 Squadron RAF
  - No. 284 Squadron RAF
  - No. 292 Squadron RAF
  - No. 293 Squadron RAF
  - No. 294 Squadron RAF
  - No. 624 Squadron RAF

### Opérateurs civils
Australie
- Amphibious Airways

 Canada
- Kenting Aviation[21]

 Pays-Bas
- Deux avions embarqués sur le navire baleinier Willem Barentsz

 Norvège
- Vestlandske Luftfartsskelskap

 Royaume-Uni
- United Whalers

## Exemplaires conservés
Quatre appareils sont sauvegardés
- Seagull V A2-4

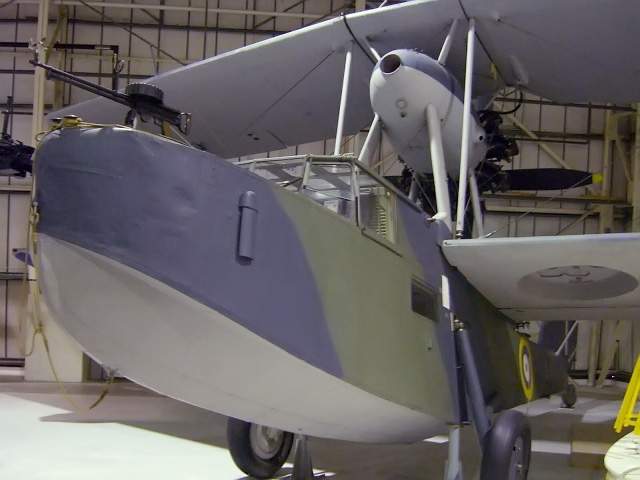
Le Seagull V du musée de la RAF (2007).

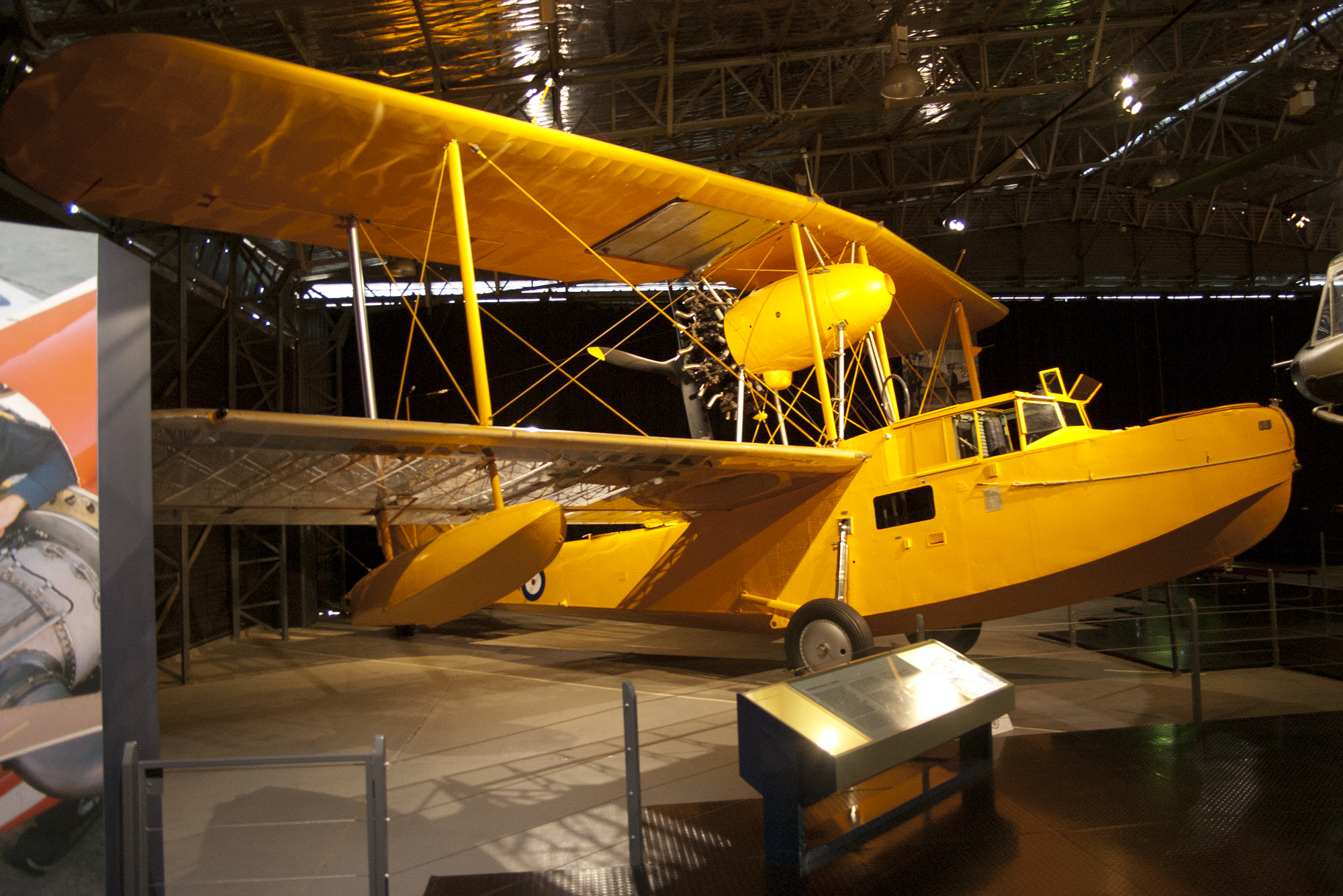
Walrus II HD874 présenté au musée de la RAAF (2010).

L'un des appareils originaux de la RAAF, et maintenant présenté au Musée de la Royal Air Force à Londres. Construit en 1934, il arriva en Australie au début de 1936 où il fut alloué au No. 101 Flight RAAF. Avant la guerre, il servit de diverses manières, mais fut utilisé principalement à partir du croiseur HMAS Sydney. Il servit durant la majeure partie de la guerre au sein du No. 9 Squadron RAAF en Australie. Après-guerre, il vola aux mains de nombreux propriétaires privés australiens avant d'être sévèrement endommagé lors d'un accident au décollage en 1970 à Taree en Nouvelle-Galles du Sud. L'épave abandonnée et vandalisée fut par la suite acquise par le musée de la RAF en échange d'un Spitfire et d'argent liquide. En 1973, il fut transporté en Grande-Bretagne et la restauration débuta immédiatement au musée.
- Walrus HD874

Il était utilisé pour les vols en Antarctique de la RAAF, quand il fut sévèrement endommagé par une tempête sur l'île Heard en 1947. Il fut récupéré en 1980 et restauré entre 1993 et 2002. Il est détenu par le Musée de la Royal Australian Air Force.
- Walrus L2301

Le Walrus présenté au Musée de la Fleet Air Arm sur la base de Yeovilton est un appareil composite, construit à partir du fuselage et du moteur du Walrus L2301. C'est l'un des avions qui vola au sein du Corps aérien irlandais pendant la Seconde Guerre mondiale. En 1942, il fut volé par quatre ressortissants irlandais qui avaient l'intention de rejoindre la France pour s'engager dans le Luftwaffe. Cependant ils furent interceptés par des Spitfire de la RAF et escortés jusqu'à la base de St. Eval ; l'appareil et ses occupants furent renvoyés en Irlande. Après la guerre il fut transféré à Aer Lingus qui ne l'utilisa pas. Au lieu de cela, il fut vendu au Wing Commander Ronald Gustave Kellett. Il reçut l'immatriculation civile G-AIZG et vola jusqu'en 1949 aux mains des membres du No. 615 Squadron RAF. En 1963, il fut récupéré dans une décharge sur l'aérodrome d'Haddenham par des membres de l'Historic Aircraft Preservation Society. Ils le présentèrent au musée de la Fleet Air Arm qui commença sa restauration, l'exposant en 1966.
- Walrus W2718 (G/RNLI)

Cet appareil fit un temps partie des collections du musée Solent Sky, à Southampton. Le musée avait entrepris la restauration de l'appareil en condition de vol ; puis le projet a été vendu à James Lyle et la restauration a repris depuis 2011 chez Vintage Fabrics à Audley End, Essex.

### Développement lié
- Supermarine Seagull (1921) (en)
- Supermarine Seagull (1948)
- Supermarine Sea Otter

### Aéronefs comparables
- Consolidated PBY Catalina
- Dornier Do 18